# シュピーカー円

△ABCとその中線
△ABCのシュピーカー円 (中点三角形の内接円、中心はシュピーカー中心 X_{10})
三角形の中分線 (シュピーカー中心で共点)

幾何学において、シュピーカー円（シュピーカーえん、英: Spieker circle）は中点三角形の内接円を指す用語。19世紀のドイツの幾何学者、テオドール・シュピーカーに因み名づけられた。シュピーカー円の中心はシュピーカー点と呼ばれる三角形の辺に対する重心である。シュピーカー点は各辺の中点を通り周長を二等分する中分線と呼ばれる直線の交点でもある。

## 歴史
シュピーカー円、シュピーカー点はポツダム大学の数学教授のテオドール・シュピーカーの名を冠している。彼は1862年、平面幾何学に関する書籍「Lehrbuch der ebenen geometrie mit übungsaufgaben für höhere lehranstalten」を出版した。この本はアインシュタインを含む当時の科学者、数学者に大きな影響を与えた。

## 作図
シュピーカー円は中点三角形の内接円として定義される。そのため作図にはまず三角形の辺の中点を見つける必要がある。次に、中点同士をつなげる直線を描き、その直線が成す三角形（中点三角形）の内接円を作る。この円がシュピーカー円である。

## ナーゲル点
シュピーカー円はナーゲル点ともいくつかの関係を持つ。 ナーゲル点と内心は常にシュピーカー円の中にある。またシュピーカー円の中心とその2点は共線である。この線はナーゲル線と呼ばれ、三角形の幾何中心もまた、ナーゲル線上にある。

## 九点円とオイラー線
ジュリアン・クーリッジは九点円とシュピーカー円に類似点を見出した。彼は著作内でシュピーカー円を"P circle" と表現している。九点円とオイラー線、シュピーカー円とナーゲル線は双対ではないものの双対の様な共通点がある。例えば九点円は中点三角形に外接し、シュピーカー円は中点三角形に内接しているという点が挙げられる。他にはナーゲル点と垂心にも共通点が見られる。元の三角形の頂点からナーゲル点、垂心に引いた直線は、それぞれ九点円と元の三角形の辺の交点の一方、シュピーカー円と中点三角形の辺の接点を通る。

## シュピーカー円錐曲線
九点円とオイラー線が九点円錐曲線に一般化されるように、シュピーカー円もシュピーカー円錐曲線（Spieker conic）に一般化される。△ABCの中点三角形を△A'B'C' 、△A'B'C' の辺の中点をそれぞれA2,B2,C2とする。また、任意の点Nについて、AN,BN,CNとB'C',C'A',A'B'の交点をそれぞれP,Q,Rとする。A'Nの中点とA2を結ぶ線分の中点、B'Nの中点とB2を結ぶ線分の中点、C'Nの中点とC2を結ぶ線分の中点はすべて一致する。この点をSとして、P,Q,RをSで鏡映する。P,Q,Rとこれらの鏡映点延べ6点を通る円錐曲線は中点三角形△A'B'C'に接する。この円錐曲線をシュピーカー円錐曲線という。円錐曲線の中心はSである。さらに、N,Sと三角形の重心Gは共線でNS:GS = 3:1が従う。Nをナーゲル点とするとシュピーカー円になる。この定理はVilliersによって2006年に証明された。

## シュピーカー根円
中点三角形の3つの傍心の根円をSpieker radical circleという。中心はシュピーカー点である。また、基準三角形の3つの傍心の根円（Excircles Radical Circle）の中心もシュピーカー点である。